# Constance Zimmer
Constance Alice Zimmer (Seattle, 11 ottobre 1970) è un'attrice statunitense.

## Carriera
Ha iniziato la sua carriera artistica in produzioni liceali e si innamorò della recitazione. Dopo essersi diplomata decise di fare un'audizione per l'American Academy of Dramatic Arts di Los Angeles. Ha vinto un premio come miglior attrice drammatica per l'opera teatrale Catholic School Girls.
Dopo essere apparsa in alcune pubblicità nazionali e numerosi spot TV, trovò il successo con la serie Good Morning, Miami.

## Vita privata
Dal 2006 è residente a Eagle Rock, in California.
Crea gioielli, candele, cartoline ed altri oggetti fatti a mano.
È fortemente impegnata in attività benefiche, soprattutto in quelle riguardanti l'AIDS.

## Filmografia

### Cinema
• Shameless - stagione 10 episodio 7
- The Day My Parents Ran Away, regia di Martin Nicholson (1993)
- I racconti di Quicksilver (Quicksilver Highway), regia di Mick Garris (1997)
- Effetti collaterali (Senseless), regia di Penelope Spheeris (1998)
- Warm Blooded Killers, regia di Nicholas Siapkaris (1999)
- Spin Cycle, regia di Scott Marshall (2000)
- Farewell, My Love, regia di Randall Fontana (2001)
- Home Room, regia di Paul F. Ryan (2002)
- Un caso senza soluzione (Mystery Woman), regia di Walter Klenhard (2003)
- Cooking Lessons, regia di Ivan Reitman (2004)
- Just Pray, regia di Tiffani Thiessen (2005)
- 52 Fights, regia di Luke Greenfield (2006)
- Damaged Goods, regia di Graham Rich (2006)
- AmericanEast , regia di Hesham Issawi (2007)
- Caos Theory, regia di Koji Mizuguchi (2007)
- The Hammer, regia di Charles Herman-Wurmfeld (2007)
- Man of Your Dreams, regia di Jason Ensler (2008)
- Provetta d'amore (The Babymakers), regia di Jay Chandrasekhar (2012)
- Entourage, regia di Doug Ellin (2015)
- Results, regia di Andrew Bujalski (2015)
- Run the Tide - Inseguendo un sogno (Run the Tide), regia di Shoham Mehta (2016)

### Televisione
- Babylon 5 – serie TV, 1 episodio (1994)
- Ellen – serie TV, 1 episodio (1997)
- E vissero infelici per sempre (Unhappily Ever After) – serie TV, 1 episodio (1997)
- Seinfeld – serie TV, 1 episodio (1997)
- Jenny – serie TV, 1 episodio (1997)
- Un detective in corsia (Diagnosis Murder) – serie TV, 1 episodio (1998)
- Beverly Hills 90210 – serie TV, 1 episodio (1998)
- The Wayans Bros – serie TV, 2 episodi (1998)
- Felicity – serie TV, 1 episodio (1998)
- The King of Queens – serie TV, 1 episodio (1998)
- Hyperion Bay – serie TV, 2 episodi (1998-1999)
- Chicago Hope – serie TV, 1 episodio (1999)
- X-Files (The X-Files) – serie TV, episodio 7x13 (2000)
- Rude Awakening – serie TV, 1 episodio (2000)
- Beyond Belief: Fact or Fiction – serie TV, 1 episodio (2000)
- The Trouble With Normal – serie TV, 1 episodio (2000)
- Providence – serie TV, 2 episodi (2000)
- Gideon's Crossing – serie TV, 1 episodio (2001)
- FreakyLinks – serie TV, 1 episodio (2001)
- The Fighting Fitzgeralds – serie TV, 5 episodi (2001)
- Philly – serie TV, 1 episodio (2001)
- Homeward Bound – film TV, regia di Joshua Brand (2002)
- My Guide to Becoming a Rock Star – serie TV, 3 episodi (2002)
- Good Morning, Miami – serie TV, 38 episodi (2002-2004)
- NYPD Blue – serie TV, 1 episodio (2004)
- Jake in Progress – serie TV, 1 episodio (2005)
- Joan of Arcadia – serie TV, 11 episodi (2004-2005)
- Out of Practice – serie TV, 2 episodi (2005-2006)
- In Justice – serie TV, 13 episodi (2006)
- Notes from the Underbelly – serie TV, 1 episodio (2007)
- Boston Legal – serie TV, 23 episodi (2006-2007)
- Entourage – serie TV, 13 episodi (2005-2008)
- Pushing Daisies – serie TV, 1 episodio (2009)
- Grey's Anatomy – serie TV, 5 episodi (2012)
- The Newsroom – serie TV, 5 episodi (2013)
- House of Cards - Gli intrighi del potere (House of Cards) – serie TV, 19 episodi (2013-2018)
- Unreal – serie TV, 38 episodi (2015-2018)
- Agents of S.H.I.E.L.D. – serie TV, 8 episodi (2015)
- Maron – serie TV, 2 episodi (2015-2016)
- Better Things – serie TV, 1 episodio (2016)
- Angie Tribeca – serie TV, 1 episodio (2017)
- RuPaul's Drag Race All Stars – serie TV, 1 episodio (2018)
- Good Trouble' – serie TV (2020)
- Shameless – serie TV, 6 episodi (2020)
- Coodor - serie TV (2020) (Robin Larkin- FBI- seconda serie)
- Shelter  – serie TV (2023)

### Doppiatrice
- BoJack Horseman – serie animata, 3 episodi (2016)

## Doppiatrici italiane
Nelle versioni in italiano dei suoi lavori, Constance Zimmer è stata doppiata da:
- Eleonora De Angelis in Joan of Arcadia, House of Cards - Gli intrighi del potere, Condor
- Perla Liberatori in In Justice, Better Things, Entourage
- Rachele Paolelli in Unreal, Angie Tribeca
- Giò-Giò Rapattoni in X-Files
- Barbara De Bortoli in Boston Legal
- Alessandra Cassioli in Good Morning, Miami
- Roberta Pellini in Grey's Anatomy
- Francesca Guadagno in The Newsroom
- Stella Musy in Agents of S.H.I.E.L.D.
- Rachele Paolelli in Good Trouble
- Chiara Colizzi in Shelter

Da doppiatrice è stata sostituita da:
- Alessandra Cassioli in BoJack Horseman